# Cartaletis alba
Cartaletis alba är en fjärilsart som beskrevs av Druce. Cartaletis alba ingår i släktet Cartaletis och familjen mätare. Inga underarter finns listade i Catalogue of Life.